# Niksar
La ville de Niksar, autrefois nommée Néocésarée ou Neocaesarea, Cabeira ou Cabira, Diospolis, Adrianopolis ou Hadrianopolis, est l'une des villes principales de la province de Tokat, en Turquie.

## Histoire
Niksar correspond probablement à la cité ancienne de Cabira (en grec Κάβυρα, occupée par les Hittites, les Perses, les Grecs et les Pontiques. En -72 ou -71 y eut lieu la bataille de Cabira, durant la troisième guerre mithridatique, et la cité passa aux Romains.
La ville fut appelée Diospolis, Sebaste et Néocésarée (dont dérive le nom actuel) à l'époque romaine. Située dans le Pont-Polémoniaque, Pline l'Ancien la situe sur la rive orientale de la rivière Kelkit Çayı (appelée Lycus par Pline l'Ancien), à 100 km à l'est d'Amasya.
C'était une cité importante d'Anatolie du fait de sa situation, de son climat et de la richesse de ses terres, et elle était renommée pour sa beauté et sa taille.
Un concile y fut tenu en 314, et son évêché fut illustré par Grégoire le Thaumaturge († 275).

## Époque byzantine et turque
Lorsque les Turcs s´avancèrent en Anatolie en 1067, la ville fut conquise par Afşın Bey, l'un des commandants d'Alp Arslan. Les Byzantins reprirent le contrôle de la zone en 1068, mais la ville fut de nouveau perdue après la bataille de Mantzikert, pour repasser de nouveau aux Byzantins en 1073.
Danichmend, fondateur de la dynastie des Danichmendides, fut le véritable conquérant de Niksar, dont il fit sa capitale. La ville devint alors un grand centre de science et de culture. Le mausolée de Danichmend se trouve dans un grand cimetière tout près de la ville.
En 1175, sous le règne de Kılıç Arslan II, Niksar dépendait du sultanat de Roum. Après l'invasion mongole du XIIIe siècle, Niksar fut gouvernée par les Eretnides, puis par le beylicat de Taceddinoğulları dont la ville devint le centre.
Après la mort de Kadi Burhaneddin Ahmed (qui avait conquis Niksar en 1387), la population de Niksar demanda l´aide du sultan ottoman Bayezid II. Le fils du sultan, Suleyman Çelebi, prit la ville pour le compte des Ottomans. Durant la période ottomane, Niksar fit partie de la province de Tokat. Mehmet II lança un raid sur Trébizonde depuis la ville, et Sélim Ier ainsi que Soliman le Magnifique vers l'est.

## Patrimoine
- le Kale (forteresse) avec plusieurs tours en ruine et la Kale Kapısı (porte de la forteresse), comprend des parties maçonnées romaines ainsi qu'un couvercle de sarcophage
- la Yağıbasan Medrese qui remonte à 1157
- la Ulu Cami, mosquée principale qui remonte à 1145, sous les Denichmendides, en style seljouk, avec un grand minaret
- la Çöreğı Büyük Cami, qui remonte au XIVe siècle, avec un beau portail de style seljouk
- la Lülecizade Çeşmesi, fontaine construite en 1921, mais dont le sommet est formé par un sarcophage provenant de l'ancienne Néocésarée
- la Belediye Çeşmesi, fontaine réutilisant d'anciennes pierres taillées romaines.
- le cimetière où Danichmend fut enseveli en 1104, dans une simple tombe aux murs décorés de calligraphie colorée. Le cimetière comprend aussi les tombes des membres de la dynastie des Taceddinoğulları, ainsi que la Kolag Kümbeti, du XIIe siècle
- de nombreuses maisons de l'époque ottomane, parmi lesquelles la Taş Bina Konağı)